# Козубовський Федір Андрійович
Козубовський Федір Андрійович (5 серпня 1895, с. Богушеве — †2 вересня 1938) — український археолог. Репресований.

## Життєпис
Народився в сім'ї селянина 5 серпня (24 липня) 1895 р. в с. Богушеве (біл. Богушава, нині село у Березовицькій сільраді Пінського району Берестейської області Білорусі).
У 1916 р. закінчив Смоленський учительський інститут.
Перебував на військовій службі, з 1917 р. брав участь у політичній боротьбі на боці більшовиків. Один з організаторів Поліського збройного повстання 1918—1919 рр.. Командував 2-м Поліським комуністичним повстанським полком, який вів бої проти німецьких військ, Директорії УНР, польської армії в районі міст Сарни (нині місто Рівненської області), Пінськ (нині місто Берестейської області, Білорусь), Кобринь.
З 1921 р. працював учителем, інспектором народної освіти, директором краєзнавчого музею в м. Коростень.
Коло наукових інтересів Козубовського — первісна археологія. 1925 р. провів обстеження поселень мідної й бронзової доби та городищ і курганів періоду Київської Русі на Житомирщині.
У 1929—1932 рр. — директор Одеської обласної бібліотеки, керуючий обласного архівного управління і водночас аспірант Одеського крайового історико-археологічного музею (нині Одеський археологічний музей НАН України). Після аспірантури — на науковій роботі у Всеукраїнському археологічному комітеті.
Брав активну участь в організації і здійсненні експедиційних досліджень різноманітних археологічних пам'яток в Україні — на Чернігівщині, Черкащині, в Ольвії, на Перекопському перешийку, очолював роботи з археологічного дослідження території майбутнього підтоплення ГЕС на Південному Бузі (1930—1932).
У 1933—1934 рр. обіймав посаду вченого секретаря відділення ВУАН (нині Національна академія наук України).
У 1934—1936 рр. — директор Інституту історії матеріальної культури ВУАН.
Наприкінці квітня 1936 був заарештований за сфальсифікованим органами НКВС УРСР звинуваченням у «контрреволюційній діяльності». Поміщений у психіатричну лікарню (див. «Репресивна психіатрія»). Просив лікарів дати йому отруту. Страчений 2 вересня 1938 р.. Реабілітований 12 серпня 1958 р..

## Науковий доробок
- Археологічні дослідження на території БОГЕСу 1930—1932 рр. К., 1933;
- Експедиційні дослідження Інституту історії матеріальної культури ВУАН 1934 р. «Вісті ВУАН», 1934, № 8—9;
- Стоянки родових громад на поліських дюнах. «Наукові записки Інституту історії матеріальної культури», 1934, № 1;
- Нова палеолітична стоянка (Чулатове-1 Чернігівської області). Там само, 1935, № 5—6.